# Ruy Afonso
Ruy Affonso Machado (São Paulo, 20 de abril de 1920 – São Paulo, 26 de junho de 2003) foi um ator teatral, diretor e escritor brasileiro, usando o nome artístico Ruy Affonso. Filho de Raul Affonso Machado e de Cecília da Cunha Freire Machado, neto .paterno do segundo Daniel Augusto Machado e de Amélia Elisiária de Almeida Couto Machado (por esta, bisneto do Conselheiro José Luís de Almeida Couto), era parente próximo de outros escritores, a saber, Brasílio Machado, José de Alcântara Machado e António de Alcântara Machado, todos eles formados na Faculdade de Direito do Largo de São Francisco, assim como o próprio Ruy Affonso.
Como poeta da chamada "geração de 48", publicou os livros "Rumo Enxuto" (1950, Livraria Martins Editora, com vinheta da capa por Cândido Portinari), "Cinco canções para Elisabeth" (1957), "Epigramas" (1959), "Romance da Rosa" (1962), "Sombra e Vento" (1966), "Contraponto Paulistano" (1969) e "Burlas Burlescas" (1972), todos reeditados conjuntamente, em 1985, no volume "Cancioneiro de um Jogral de São Paulo" (Massao Ohno Editor).
Como ator, participou do Grupo de Teatro Experimental - GTE, dirigido por Alfredo Mesquita, e do Grupo Universitário de Teatro - GUT, dirigido por Décio de Almeida Prado. Em 1948 participou da criação da companhia Teatro Brasileiro de Comédia - TBC, à qual permaneceu ligado por muitos anos. Foi o idealizador e criador do grupo "Os Jograis de São Paulo", integrado por quatro atores que, em "coral falado" (alternância e sobreposição de vozes), diziam poesia. O primeiro recital de "Os Jograis de São Paulo" aconteceu no Teatro de Arena, em 16.5.1955. Ao longo de quarenta e oito anos, os "Jograis" fizeram mais de mil e duzentos recitais, no Brasil e em Portugal, todos com a participação de Ruy Affonso, embora os outros três integrantes tenham variado durante desse período. Gravaram diversos LPs.
Como dramaturgo, Ruy Affonso é autor da comédia "Da arte de ser pai", que estreou no Teatro Cacilda Becker, em 28.5.1953, sendo depois encenada em Lisboa, em Coimbra, em Angola e em Moçambique. Escreveu também "De como visitar uma exposição internacional sem esforço algum (um musical de bolso)", encenada sob sua direção no Jardim de Inverno Fasano, em 1966. Escreveu ainda o roteiro de um espetáculo de som-e-luz intitulado "Louvação do Ipiranga", encenado em frente ao Museu do Ipiranga, como parte das comemorações do sesquicentenário da Independência.
Como crítico literário, Ruy Affonso escrevia com frequência para o jornal "O Estado de São Paulo", valendo destacar as extensas matérias "Cecília Meireles, amiga" (Suplemento Literário de 20.2.1965, p. 2) e "O Almada" (Suplemento Literário de 15.8.1970, tendo como tema Almada Negreiros).
Fez uma participação especial na novela Os Ossos do Barão (1997) no SBT.